# Сигуэнса
Сигуэнса (исп. Sigüenza)  —  муниципалитет в Испании, входит в провинцию Гвадалахара, в составе автономного сообщества Кастилия-Ла-Манча. Муниципалитет находится в составе района (комарки) Ла-Серрания. Занимает площадь 395 км². Население — 4629 человек (на 2006 год). Расстояние до административного центра провинции — 73 км.

## История
На расстоянии нескольких километров от современного города лежат руины древнеримской Сегонтии (Segontia). C 1123 года — кафедральный город епископии с огромным готическим собором Святой Марии. На месте арабской крепости епископы Сегонтии выстроили свою укреплённую резиденцию. Сегонтия часто упоминается в летописях кастильских гражданских войн. В 1297 г. замком овладели сторонники инфантов де ла Серда, а в 1355 г. Педро Жестокий заточил в замке брошенную супругу, Бланку Бурбонскую. С 1489 по 1837 гг. в Сигуэнце действовал университет.

## Надгробие Мартина Васкеса де Арсе
Главная достопримечательность Сигуэнсы – это надгробие рыцаря ордена Сантьяго Мартина Васкеса де Арсе (в просторечии Эль-Донсела), погибшего в 1486 году во время сражения с маврами под Гранадой в возрасте 25 лет и похороненного в кафедральном соборе Святой Марии в семейной усыпальнице. Мраморная скульптура изображает полулежащего воина, читающего книгу с меланхоличным выражением лица.

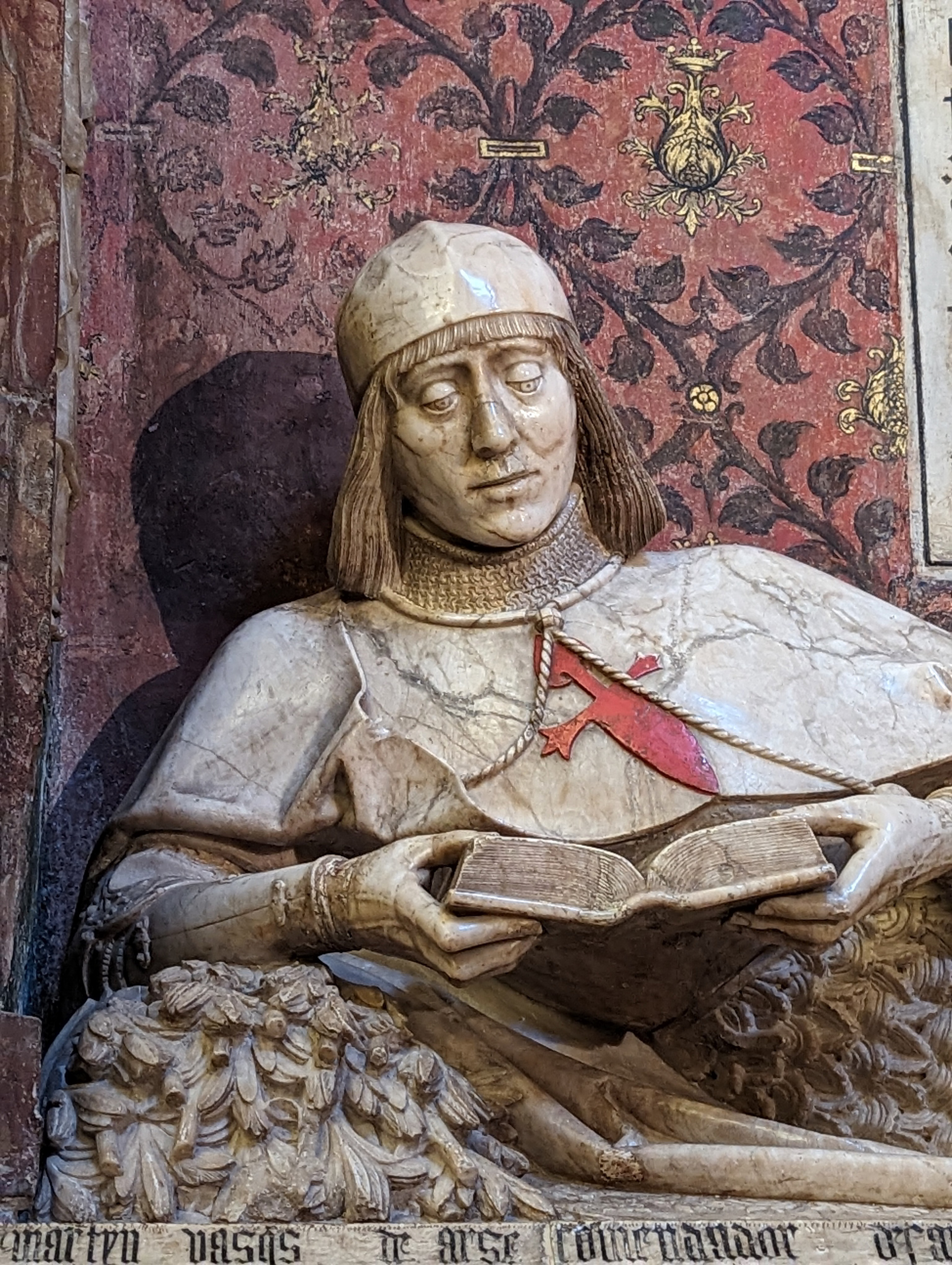
Надгробие Мартина Васкеса де Арсе

Это не только одна из самых красивых скульптур в Испании, но и одна из лучших погребальных скульптур в Европе, поэтому Сигуэнсу называют городом Донселя - Ciudad del Doncel. Авторство скульптуры до сих пор неизвестно. 
Также в самом центре средневекового города городе можно увидеть дом семьи Арсе — la casa del  Doncel. Это здание в готическом стиле XIII века является самым старым из гражданских построек в Сигуэнсе.

## Население
| Год  | Численность | Численность   |
| ---- | ----------- | ------------- |
| 2001 | 4580        | [ 3 ]         |
| 2002 | 4725        | [ 4 ]         |
| 2003 | 4796        | [ 5 ]         |
| 2004 | 4806        | [ 6 ]         |
| 2005 | 4817        | [ 7 ]         |
| 2006 | 4629        | [ 8 ]         |
| 2007 | 4275        | [ 9 ]         |
| 2008 | 5013        | [ 10 ]        |
| 2009 | 5044        | [ 11 ]        |
| 2010 | 4960        | [ 12 ]        |
| 2011 | 4947        | [ 13 ]        |
| 2012 | 4842        | [ 14 ]        |
| 2013 | 4772        | [ 15 ]        |
| 2014 | 4712        | [ 16 ]        |
| 2015 | 4648        | [ 17 ]        |
| 2016 | 4551        | [ 18 ]        |
| 2017 | 4496        | [ 19 ]        |
| 2018 | 4356        | [ 20 ] [ 21 ] |
| 2019 | 4309        | [ 22 ]        |
| 2020 | 4319        | [ 23 ]        |
| 2021 | 4298        | [ 24 ]        |
| 2022 | 4359        | [ 25 ]        |
| 2023 | 4708        | [ 26 ]        |
| 2024 | 4830        | [ 1 ]         |